# 粒硅镁石
粒硅镁石（英語：Chondrodite）是一種岛硅酸盐矿物，分子式為(Mg,Fe)5(SiO4)2(F,OH,O)2。是稀有的礦物，不過在屬矽鎂石族礦物中最多的。粒硅镁石是白雲石經由局部熱液變質而形成的礦物，產於矽卡岩和蛇紋岩。 於1817年在芬蘭的Pargas被發現，並以希臘語中的“顆粒”命名，這是這種礦物的常見習性。

## 化學公式
Mg5(SiO4)2F2是國際礦物學協會定的終端礦物化學公式，摩爾質量351.6克。在F位通常有一些OH，而Fe和Ti可以替代Mg，因此天然礦物的公式以(Mg,Fe,Ti)5(SiO4)2(F,OH,O)2代表。

### 結構
粒硅镁石結構基於陰離子O、OH和F組成的六方最密堆積陣列（hexagonal close packed array），其八面體位點中有金屬離子，形成M(O,OH,F)6八面體的鋸齒形鏈，鏈成交錯排列，以至於在獨立四面體位點的Si，其角點無OH或F。一半的八面體位置由二價陽離子填充，主要是Mg，十分之一的四面體位置由Si填充。陣列中有三個不同的八面體：Fe在M1位置有序，但在較大的M2和較小的M3位置沒有。Ti排列在最小的M3位置，在自然標本中，Ti濃度在每個配方單元不超過0.5個原子。在矽鎂石系列中，Mg是最多被Fe、Mn、Ca和Zn按豐度順序取代的。

### 晶胞
空間群：P21/b
晶胞參數：
合成F端成員 a=7.80 Å, b=4.75 Å, c=10.27 Å, beta=109.2o。
合成OH端元 a=7.914 Å, b=4.752 Å, c=10.350 Å, beta=108.71o。
粒硅镁石的a=7.867至7.905 Å，b=4.727至4.730 Å，c=10.255至10.318 Å，beta=109.0o至109.33oZ=2。

### 成因产状
粒硅镁石形成于接触变质的石灰岩中，有時也形成于火成碳酸岩。常見与金云母、尖晶石、石榴石、方解石、磁铁矿、萤石、硅镁石、镁橄榄石、透辉石等共生。